# Meistriliiga 2006
La Meistriliiga 2006 fu la 16ª edizione della massima serie del campionato di calcio estone conclusa con la vittoria del Levadia Tallinn, al suo quarto titolo.
Capocannoniere del torneo fu Maksim Gruznov (Trans Narva), con 31 reti.

## Formula
Le dieci squadre partecipanti si incontrarono tra di loro quattro volte (due in casa e due in trasferta) per un totale di 36 incontri per squadra); venivano assegnati tre punti per la vittoria, uno per il pareggio e zero per la sconfitta.
Al termine della stagione regolare l'ultima classificata fu retrocessa in Esiliiga, mentre la penultima giocò uno spareggio con la seconda classificata della Esiliiga 2006.

## Squadre partecipanti
| Club             | Città    | Stagione precedente                                                |
| ---------------- | -------- | ------------------------------------------------------------------ |
| Ajax Lasnamäe    | Tallinn  | 3° in Esiliiga, vince lo spareggio contro il Kuressaare, promosso. |
| Flora Tallinn    | Tallinn  | 4° in Meistriliiga                                                 |
| Levadia Tallinn  | Tallinn  | 2° in Meistriliiga                                                 |
| Maag Tartu       | Tartu    | 6° in Meistriliiga                                                 |
| Tammeka Tartu    | Tartu    | 7° in Meistriliiga                                                 |
| Trans Narva      | Narva    | 3° in Meistriliiga                                                 |
| TVMK Tallinn     | Tallinn  | Campione d'Estonia                                                 |
| Tulevik Viljandi | Viljandi | 5° in Meistriliiga                                                 |
| Vaprus Pärnu     | Pärnu    | 1° in Esiliiga, promosso                                           |
| Warrior Valga    | Valga    | 8° in Meistriliiga                                                 |

## Classifica finale
|                    | Pos. | Squadra          | Pt | G  | V  | N | P  | GF  | GS  | DR  |
| ------------------ | ---- | ---------------- | -- | -- | -- | - | -- | --- | --- | --- |
| Estonia (bandiera) | 1.   | Levadia Tallinn  | 94 | 36 | 30 | 4 | 2  | 114 | 29  | +85 |
|                    | 2.   | Trans Narva      | 83 | 36 | 25 | 8 | 3  | 106 | 36  | +70 |
|                    | 3.   | Flora Tallinn    | 82 | 36 | 26 | 4 | 6  | 93  | 34  | +59 |
|                    | 4.   | TVMK Tallinn     | 72 | 36 | 22 | 6 | 8  | 83  | 37  | +46 |
|                    | 5.   | Maag Tartu       | 48 | 36 | 13 | 9 | 14 | 65  | 68  | -3  |
|                    | 6.   | Tammeka Tartu    | 43 | 36 | 12 | 7 | 17 | 45  | 57  | -12 |
|                    | 7.   | Vaprus Pärnu     | 34 | 36 | 10 | 4 | 22 | 49  | 86  | -37 |
|                    | 8.   | Ajax Lasnamäe    | 25 | 36 | 6  | 7 | 23 | 35  | 104 | -69 |
|                    | 9.   | Tulevik Viljandi | 20 | 36 | 5  | 5 | 26 | 29  | 74  | -65 |
|                    | 10.  | Warrior Valga    | 11 | 36 | 3  | 2 | 31 | 16  | 110 | -94 |

- Levadia Tallinn Campione d'Estonia 2006 e ammessa al primo turno preliminare di UEFA Champions League 2007-2008.
- TVMK Tallinn ammesso al primo turno di Coppa Intertoto 2007
- Flora Tallinn e Trans Narva ammesse al primo turno preliminare di Coppa UEFA 2007-2008
- Warrior Valga retrocessa in Esiliiga.
- Tulevik Viljandi allo spareggio promozione / retrocessione.

## Spareggio promozione / retrocessione
| 8 novembre 2006 | Kalev Tallinn | 0 – 0 | Tulevik Viljandi | (50 spett.) |

| 12 novembre 2006                                           | Tulevik Viljandi | 1 – 1       | Kalev Tallinn | (90 spett.) |
| \| \| \| \| \| Kirillov 32’ \| Marcatori \| 5’ Laasberg \| |                  |             |               |             |
|                                                            |                  |             |               |             |
| Kirillov 32’                                               | Marcatori        | 5’ Laasberg |               |             |

Kalev Tallinn promossa per la regola dei gol fuori casa, Tulevik Viljandi retrocesso in Esiliiga. In seguito entrambe le partite furono assegnate a tavolino 3–0 al Kalev Tallinn, dato che il Tulevik Viljandi schierò un giocatore irregolarmente.

## Classifica marcatori
| Pos | Nome                 | Club            | Gol |
| --- | -------------------- | --------------- | --- |
| 1   | Maksim Gruznov       | Trans Narva     | 31  |
| 2   | Dmitry Lipartov      | Trans Narva     | 27  |
| 3   | Vjatšeslav Zahovaiko | Flora Tallinn   | 25  |
| 4   | Indrek Zelinski      | Levadia Tallinn | 21  |
| 5   | Aleksandr Dubõkin    | Trans Narva     | 19  |
| 6   | Vitali Gussev        | Maag Tartu      | 18  |
| –   | Vladislav Gussev     | TVMK Tallinn    | 18  |
| –   | Konstantin Vassiljev | Levadia Tallinn | 18  |
| 9   | Nikita Andreev       | Levadia Tallinn | 17  |
| –   | Viktors Dobrecovs    | TVMK Tallinn    | 17  |